# Benjamin Richardson
Benjamin Richardson (19 de diciembre de 2003) es un deportista de Sudáfrica que compite en atletismo. Ganó una medalla de plata en el Campeonato Mundial de Atletismo Sub-20 de 2021, en la prueba de 100 m.